# 内成岩
内成岩（ないせいがん、endogenetic rock）とは、坪井誠太郎の岩石學Ⅰに出てくる岩石学の用語で、地球の内部に原因する作用によって生成した火成岩や変成岩を総称した語である。
T. Crookが定義した。
対義語に外成岩がある。